# Lecteria (Lecteria) simplex
Lecteria (Lecteria) simplex is een tweevleugelige uit de familie steltmuggen (Limoniidae). De soort komt voor in het Neotropisch gebied.